# 3=8
3=8 — 2-й альбом музыкального проекта «Террариум». Включает композиции на стихи Анатолия (Джорджа) Гуницкого, написанные и исполненные российскими музыкантами (Вячеславом Бутусовым, Максимом Леонидовым, Леонидом Фёдоровым, Юрием Шевчуком и др.). Инициатором создания и продюсером выступил лидер группы «Аквариум» Борис Гребенщиков, он же вместе с музыкантами группы принимал участие в записи большинства песен альбома.
Вырученные от продажи альбома средства пошли на лечение Анатолия Гуницкого.
Премьера альбома на радио состоялась 22 ноября 2015 года в программе «Аэростат» (№ 549).

## Список композиций
Слова — А. Гуницкий
1. «Сибирская песня» (3:25) — Хор Небесного, музыка, вокал: И. Тимофеев, вокал: Б. Гребенщиков, фортепиано, сэмплы: Б. Рубекин, контрабас: В. Волков, фагот: А. Селютин, труба: В. Гайворонский
2. «Сомнамбула ночи» (3:31) — музыка, вокал, гитара, бас: И. Тимофеев, вокал, гитара: Б. Гребенщиков, бас: Тит, ударные, perc: Лиам Брэдли, programming: Б. Рубекин, mix: Paul Kendall
3. «Обратная песнь Харона» (2:16) — музыка, вокал: Б. Гребенщиков, клавиши: Б. Рубекин, струнные: А. Суротдинов, валторна: О. Егоров, виолончель: С. Репин
4. «Лэди, Гуру и Билл» (4:15) — музыка, вокал, клавиши: М. Леонидов, гитара: Б. Гребенщиков, ритм-гитара: И. Тимофеев, арпеджио-гитара: А. Зубарев, бас: Тит, барабан: Liam Bradley, клавиши: Б. Рубекин
5. «Душа не ведает» (3:23) — вокал, музыка: Л. Федоров
6. «Не прикасаясь к тишине» (3:15) — вокал, музыка: Е. Федоров
7. «Лето, зима и ракета» (0:53) — вокал, музыка — А. Васильев
8. «Бэби убийца» (4:36) — музыка, вокал, клавиши: В. Бутусов, ударные: А. Потапкин, бузуки: Aлексей Зубарев, аккордеон, клавиши: Б. Рубекин, тарабука: О. Шар, сведение: D. Boucher
9. «Это было» (2:59) — музыка, вокал: Ю. Шевчук
10. «Кондуктор» (4:33) — музыка, вокал, гитара: Б. Гребенщиков, пианино, клавиши: Б. Рубекин, бас: В. Кудрявцев, ударные: Альберт Потапкин, сакс, море кларнетов, северокорейская флейта: Дед
11. «Сибирская плясовая (MI5 Remix)» (5:28) — remix: Paul Kendall
12. «Расскажи мне» (5:59) — музыка: А. Батагов, Ансамбль N’Caged, вокал: О. Россини, А. Зверева, скрипка: Н. Скачков, виолончель: Е. Румянцев, рояль: АБ, запись, сведение: В. Осинский, Н. Скачков
13. «Гарфункель» (3:39) — музыка, вокал, гитара: Б. Гребенщиков, флейта, аккордеон: Б. Рубекин, струнные: А. Суротдинов

## Оценки альбома
Альбом вызвал противоречивые оценки критиков, которые, в частности, отметили сумрачное настроение альбома, отсутствие хитов и обилие немелодичных композиций, а также выделили как наиболее удавшиеся песни Б. Гребенщикова.